# キム・シャタック

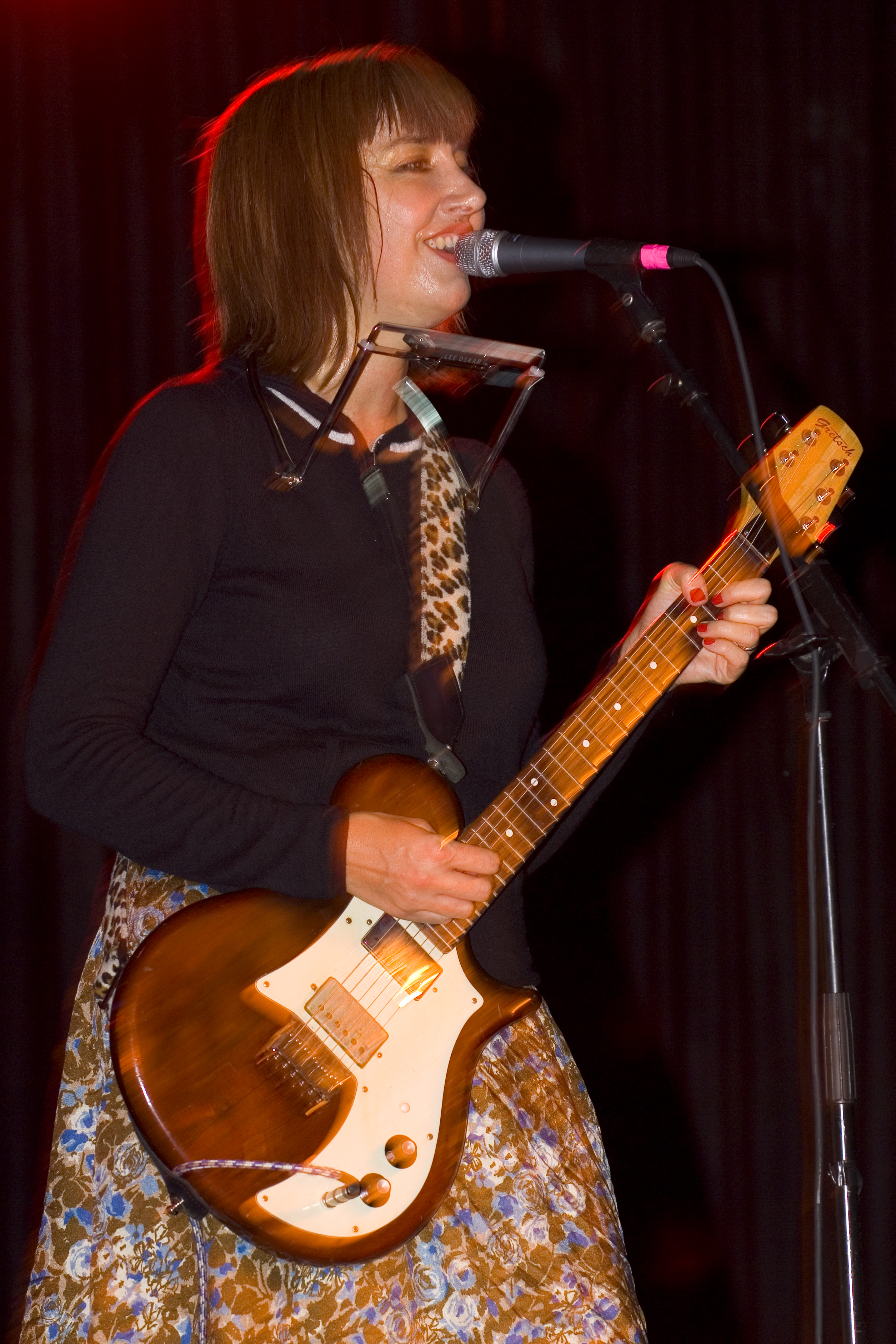
ザ・マフスのライブにて

キム・シャタック（Kim Shattuck、1963年7月17日 - 2019年10月2日）は、アメリカ合衆国の歌手である。1991年に結成されたバンドザ・マフスのボーカルである。

## 経歴
1963年7月17日、カリフォルニア州ロングビーチでケントとベティ（旧ヘス）シャタックに誕生。兄弟のカーク、姉のクリステンと共にオレンジ郡で育った。オレンジコースト大学に通いながらギターを始める。
1991年、ロサンゼルスでザ・マフスを結成。
2013年、キム・ディールの脱退に続き、秋のヨーロッパツアーでピクシーズに加入。2013年11月下旬のツアーの終わりに、解雇された。
2019年10月2日、ロサンゼルスの自宅で筋萎縮性側索硬化症の合併症により亡くなった。